# Thylacinus potens
Il Thylacinus potens Woodburne, 1967 («tilacino potente»), che poteva raggiungere le dimensioni di un lupo, è stato uno dei più grossi membri della famiglia dei Tilacinidi. I suoi resti fossili sono stati trovati nei pressi di Alice Springs, nel Territorio del Nord, in Australia.

## Descrizione
Rispetto al tilacino moderno aveva una costituzione più robusta e il cranio più corto e più largo. La sua lunghezza totale, coda esclusa, si aggirava sui 152 cm.